# Kabinett Hatoyama Ichirō I

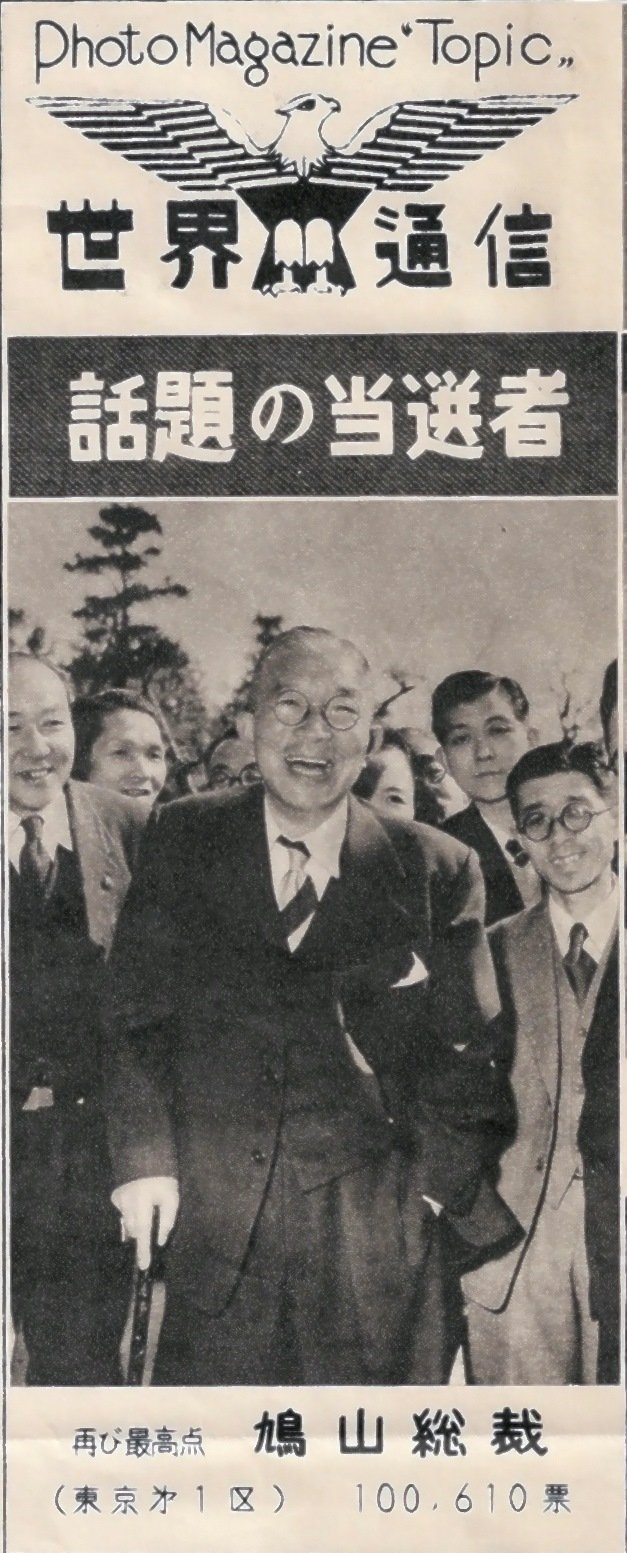
Hatoyama bei seiner Wiederwahl ins Shūgiin 1953 im 1. Wahlkreis Tokio

Das erste Kabinett Hatoyama regierte den Staat Japan unter Führung von Premierminister Hatoyama Ichirō vom 10. Dezember 1954 bis zum 19. März 1955.

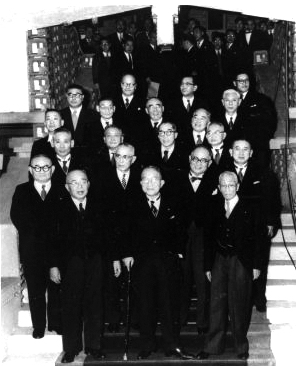
Das Kabinett bei Amtsantritt

Hatoyama, der nach der Aufhebung des Ämterverbots der Besatzungsbehörden und einem Schlaganfall in die Politik zurückgekehrt war, hatte 1953 mit seinen Anhängern für ein Misstrauensvotum gegen Premierminister Yoshida Shigeru gestimmt. Zu den daraus resultierenden Neuwahlen verließ er die Liberale Partei und begründete die Liberale Partei Japans. Die Yoshida-Liberalen (199 Sitze) verfehlten zwar ohne die Hatoyama-Liberalen (35 Sitze) die absolute Mehrheit; aber Yoshida bildete zunächst eine Minderheitsregierung, sein fünftes Kabinett. Sein Führungsstil führte aber immer mehr zu Widerstand auch in den eigenen Reihen, und im Herbst 1954 brachen weitere Teile der Liberalen Partei weg und beteiligten sich gemeinsam mit der Kaishintō (Fortschrittspartei) und den Hatoyama-Liberalen an der Gründung der Demokratischen Partei Japans. Als am 7. Dezember ein Misstrauensvotum gegen Yoshida beantragt wurde, trat sein Kabinett zurück, da es sich absehbar nicht auf eine Mehrheit im Shūgiin stützen konnte. Zwei Tage später, am 9. Dezember, wurde Hatoyama durch die Unterstützung beider Flügel der Sozialistischen Partei Japans – mit der Ankündigung baldiger Neuwahlen – gegen den Liberalen Ogata Taketora zum Premierminister gewählt und am folgenden Tag formal ernannt. Dem Kabinett gehörten zwölf Shūgiin- und drei Sangiin-Abgeordnete an, außerdem zwei Nichtmitglieder des Parlaments.

Bereits am 24. Januar 1955 löste Hatoyama das Shūgiin in der sogenannten ten no koe kaisan („Stimme-des-Himmels-Auflösung“) auf. Aus den Neuwahlen gingen die Demokraten als klar stärkste Partei, aber ohne absolute Mehrheit hervor. Am 19. März stellte Hatoyama sein zweites Kabinett vor, erneut eine Minderheitsregierung.

## Staatsminister
| Amt                                                                                | Name                 | Kammer  | Fraktion                    | Faktion/Herkunft   |
| ---------------------------------------------------------------------------------- | -------------------- | ------- | --------------------------- | ------------------ |
| Premierminister                                                                    | Hatoyama Ichirō      | Shūgiin | Demokratische Partei Japans | Hatoyama           |
| Vizepremierminister Außenminister                                                  | Shigemitsu Mamoru    | Shūgiin | Demokratische Partei Japans | Ex-Kaishintō       |
| Justizminister                                                                     | Hanamura Shirō       | Shūgiin | Demokratische Partei Japans | Hatoyama           |
| Finanzminister                                                                     | Ichimada Hisato      | —       | —                           | —                  |
| Kultusminister                                                                     | Andō Masazumi        | Shūgiin | Demokratische Partei Japans | Hatoyama           |
| Sozialminister                                                                     | Tsurumi Yūsuke       | Sangiin | Demokratische Partei Japans | Ex-Kaishintō, Miki |
| Minister für Landwirtschaft und Forsten                                            | Kōno Ichirō          | Shūgiin | Demokratische Partei Japans | Hatoyama           |
| Minister für Internationalen Handel und Industrie                                  | Ishibashi Tanzan     | Shūgiin | Demokratische Partei Japans | Ishibashi          |
| Verkehrsminister                                                                   | Miki Bukichi         | Shūgiin | Demokratische Partei Japans | Ex-Kaishintō, Miki |
| Postminister                                                                       | Takechi Yūki         | Shūgiin | Demokratische Partei Japans | Kishi              |
| Arbeitsminister                                                                    | Chiba Saburō         | Shūgiin | Demokratische Partei Japans | Ex-Kaishintō       |
| Bauminister                                                                        | Takeyama Yūtarō      | Shūgiin | Demokratische Partei Japans | Ex-Kaishintō, Miki |
| Vorsitzender der Nationalen Kommission für Öffentliche Sicherheit                  | Ōasa Tadao           | Shūgiin | Demokratische Partei Japans | Ex-Kaishintō       |
| Leiter der Behörde für Verwaltungsaufsicht Leiter der Behörde für Selbstverwaltung | Nishida Takao        | Sangiin | Demokratische Partei Japans | Ex-Kaishintō       |
| Leiter der Behörde zur Entwicklung Hokkaidōs                                       | Miyoshi Hideyuki     | Sangiin | Demokratische Partei Japans | Kishi              |
| Leiter der Verteidigungsbehörde                                                    | Ōmura Seiichi        | Shūgiin | Demokratische Partei Japans | Kishi              |
| Leiter der Wirtschaftsberatungsbehörde                                             | Takasaki Tatsunosuke | —       | —                           | —                  |

Anmerkung: Die Faktionen waren anders als später in der LDP noch informelle Gruppierungen ohne feste Ämter oder Institutionen.

## Weitere Positionen, Staatssekretäre
| Amt                                                                | Name                                 | Kammer                               | Fraktion                             | Faktion/Herkunft                     |
| Kabinettssekretariat, Legislativbüro                               | Kabinettssekretariat, Legislativbüro | Kabinettssekretariat, Legislativbüro | Kabinettssekretariat, Legislativbüro | Kabinettssekretariat, Legislativbüro |
| ------------------------------------------------------------------ | ------------------------------------ | ------------------------------------ | ------------------------------------ | ------------------------------------ |
| Leiter des Kabinettssekretariats                                   | Nemoto Ryūtarō                       | Shūgiin                              | Demokratische Partei Japans          | Hatoyama                             |
| Stellvertretende Leiter des Kabinettssekretariats                  | Matsumoto Takizō                     |                                      |                                      | Ex-Kaishintō                         |
| Stellvertretende Leiter des Kabinettssekretariats                  | Tanaka Eiichi ab 28. Januar 1955     | —                                    | —                                    | —                                    |
| Stellvertretende Leiter des Kabinettssekretariats                  | Inoue Takuichi                       | —                                    | —                                    | —                                    |
| Leiter des Legislativbüros des Kabinetts                           | Hayashi Shūzō ab 11. Dezember 1954   | —                                    | —                                    | —                                    |
| Parlamentarische Staatssekretäre (seimujikan) ab 14. Dezember 1954 |                                      |                                      |                                      |                                      |
| Justiz                                                             | Sakurauchi Yoshio                    | Shūgiin                              | Demokratische Partei Japans          |                                      |
| Auswärtiges                                                        | Tokonami Tokuji                      | Shūgiin                              | Demokratische Partei Japans          |                                      |
| Finanzen                                                           | Endō Saburō                          | Shūgiin                              | Demokratische Partei Japans          |                                      |
| Kultur                                                             | Odaka Toshirō                        | Shūgiin                              | Demokratische Partei Japans          | Hatoyama                             |
| Soziales                                                           | Nakagawa Shunji                      | Shūgiin                              | Demokratische Partei Japans          |                                      |
| Landwirtschaft und Forsten                                         | Naitō Tomoaki                        | Shūgiin                              | Demokratische Partei Japans          | Ex-Kaishintō                         |
| Handel und Industrie                                               | Yamamoto Katsuichi                   | Shūgiin                              | Demokratische Partei Japans          |                                      |
| Verkehr                                                            | Hamachi Bumpei                       | Shūgiin                              | Demokratische Partei Japans          |                                      |
| Post                                                               | Kojima Tetsuzō                       | Shūgiin                              | Demokratische Partei Japans          |                                      |
| Arbeit                                                             | Shiga Kenjirō                        | Shūgiin                              | Demokratische Partei Japans          | Ex-Kaishintō                         |
| Bau                                                                | Tanaka Shōji                         | Shūgiin                              | Demokratische Partei Japans          |                                      |
| Verwaltungsaufsicht                                                | Katō Takazō (?, 加藤高蔵)            | Shūgiin                              | Demokratische Partei Japans          | Ex-Kaishintō                         |
| Entwicklung Hokkaidōs                                              | Kimura Fumio                         | Shūgiin                              |                                      |                                      |
| Selbstverwaltung                                                   | Andō Kaku                            | Shūgiin                              | Demokratische Partei Japans          |                                      |
| Verteidigung                                                       | Takahashi Teiichi                    | Shūgiin                              | Demokratische Partei Japans          | Ex-Kaishintō                         |
| Wirtschaftsberatung                                                | Murase Norichika (?, 村瀬宣親)       | Shūgiin                              | Demokratische Partei Japans          |                                      |